# Cao Zhen
Pour les articles homonymes, voir Cao.
Dans ce nom, le nom de famille précède le nom personnel.
Cao Zhen (185-231) est un général chinois de la fin de la dynastie des Han. Originaire de la famille Qin, il est adopté par la famille Cao et devient parent avec Cao Cao, qui le traite comme son propre fils.
Sous le règne de Cao Pi, il commande une armée ayant pour cible la ville de Nanjun lors de l’invasion des Wu sur trois fronts, mais est défait par Lu Xun et Zhuge Jin alors qu’il assiège la ville. Il commande ensuite une armée de 100 000 hommes vers la Passe de Yangping lors de l’invasion des Shu sur cinq fronts en l’an 223. Toutefois, Cao Zhen doit abandonner et se retirer puisque Zhao Yun, qui défend tous les points stratégiques de la région, refuse de s’engager.
Peu de temps après, en l’an 224, il dirige l’avant-garde des forces envoyés contre les Wu, mais l’invasion est une fois de plus un échec. Plus tard, alors qu’il est Commandant Suprême de l’Armée Centrale, il est l’un des quatre officiers à être convoqués par Cao Pi, qui, sur son lit de mort, demande son soutien à Cao Rui. Après la mort de Cao Pi, il gagne le titre de Régent-Maréchal et assume provisoirement l’autorité sur le gouvernement lorsque Cao Rui doit quitter la capitale pour vérifier la thèse d’une possible rébellion de la part de Sima Yi.
Malgré ses quelques défaites antérieures, Cao Zhen est réputé pour ses nombreuses victoires et est recommandé pour repousser la première campagne militaire contre les Wei de Zhuge Liang. Il est donc nommé Commandant en Chef d’une armée de 200 000 hommes et est assisté par Guo Huai, mais il subit une série de défaites et doit demander de l’aide à Cao Rui. À partir de ce moment, son titre de Commandant en Chef des Forces de l’Ouest est transféré à Sima Yi et avec l’aide de ce dernier, il réussit à repousser l’invasion des Shu. Lors de la seconde campagne militaire de Zhuge Liang, il est de nouveau Commandant en Chef et est piégé par une fausse soumission de la part de Jiang Wei. Encore une fois, l’invasion est repoussée grâce à un plan de Sima Yi.
Enfin, en l’an 230 Cao Zhen est nommé Ministre de Guerre et dirige une expédition, secondé par Sima Yi, contre le Royaume de Shu, mais tous deux doivent se retirer à cause d’un grand déluge. Peu de temps après, en l’an 231, Cao Zhen tombe gravement malade et une lettre offensante envoyée par Zhuge Liang vient l’achever.